# Groupement romand des sélectionneurs d'apis mellifera carnica
Le groupement romand des moniteurs-éleveurs de Carnica, association à but non lucratif et d'intérêt général, est responsable de la sélection génétique de la race Apis mellifera carnica et de l'aide à la production de reines d'abeilles dites Carnoliennes dans les cantons de Fribourg, Genève, Jura, Jura bernois, Neuchâtel, Vaud et Valais romand.

## Historique

### Situation initiale
Dans les années 1950, les apiculteurs de la Suisse romande ont importé des reines de différents horizons, hybridant ainsi la race endémique Apis mellifera mellifera. Ces croisements ont rendu les colonies très agressives, moins aptes à la récolte de miel et plus sujettes aux maladies.
Le président de la Société Romande d’Apiculture (SAR) demande alors au Conseil fédéral de l’aide pour pallier ces difficultés. Ce dernier nomme Hans Schneider, collaborateur du centre de recherche apicole d’Agroscope, afin de trouver une solution idéale pour les apiculteurs romands. 

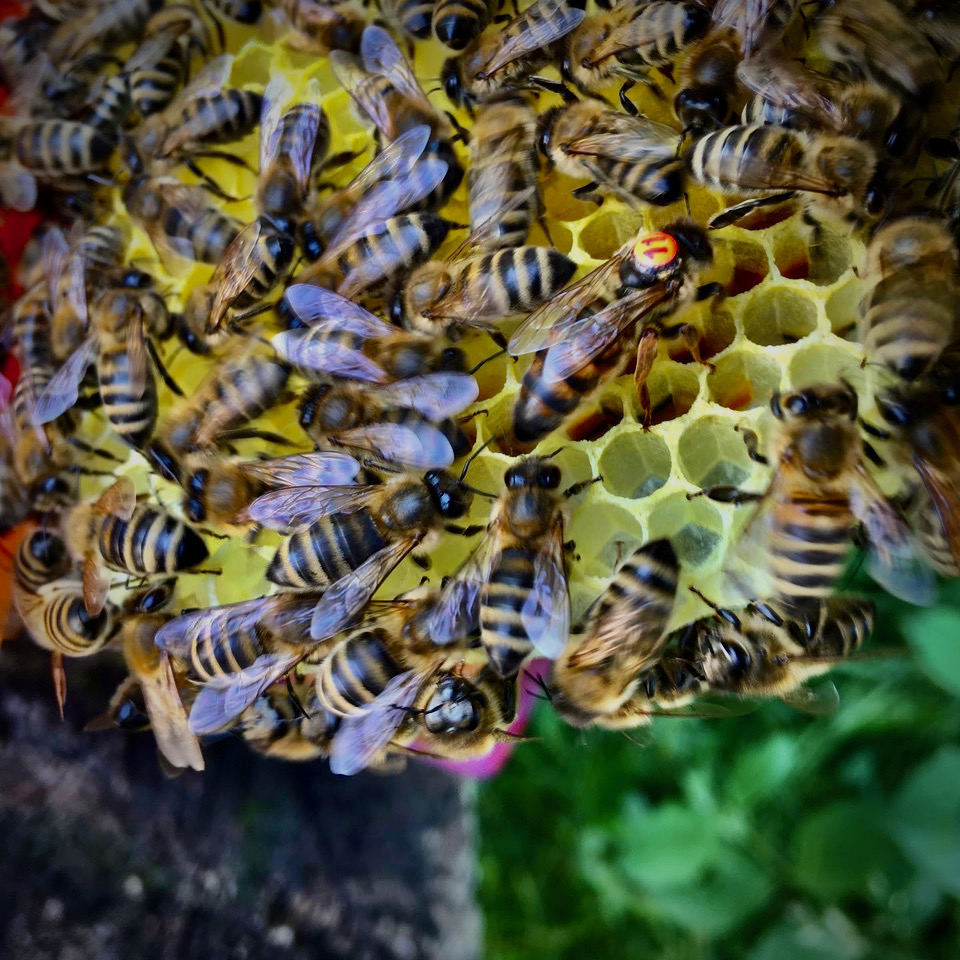
Jeune reine Apis mellifera carnica en ponte

### Recherche de l’abeille idéale
Hans Schneider fait importer une quarantaine de reines de quatre races différentes (Mellifera, Caucasica, Ligustica et Carnica). Elles sont testées et comparées dans son rucher de Plagne durant deux ans. Il s’avère que la race Carnica est la plus adaptée au climat de la Suisse romande, car semblable à sa région d’origine ( Carniole et Tyrol). Sa douceur reconnue permet au voisinage des ruchers de ne pas être perturbé par la présence des abeilles, et à l’apiculteur de pratiquer sa passion sans se faire agresser. Économe, elle sait conserver suffisamment de nourriture la mettant à l'abri d'une disette.
En 1962, Hans Schneider fonde le groupement des moniteurs-éleveurs, en leur demandant de multiplier et de sélectionner trois lignées en race pure. Il leur fournit annuellement une nouvelle lignée afin d’éviter les problèmes de consanguinité. Certaines lignées sont destinées à l’élevage de reines et d’autres choisies pour fournir les mâles (faux bourdons). Beaucoup de ces lignées sont toujours présentes parmi les moniteurs-éleveurs.

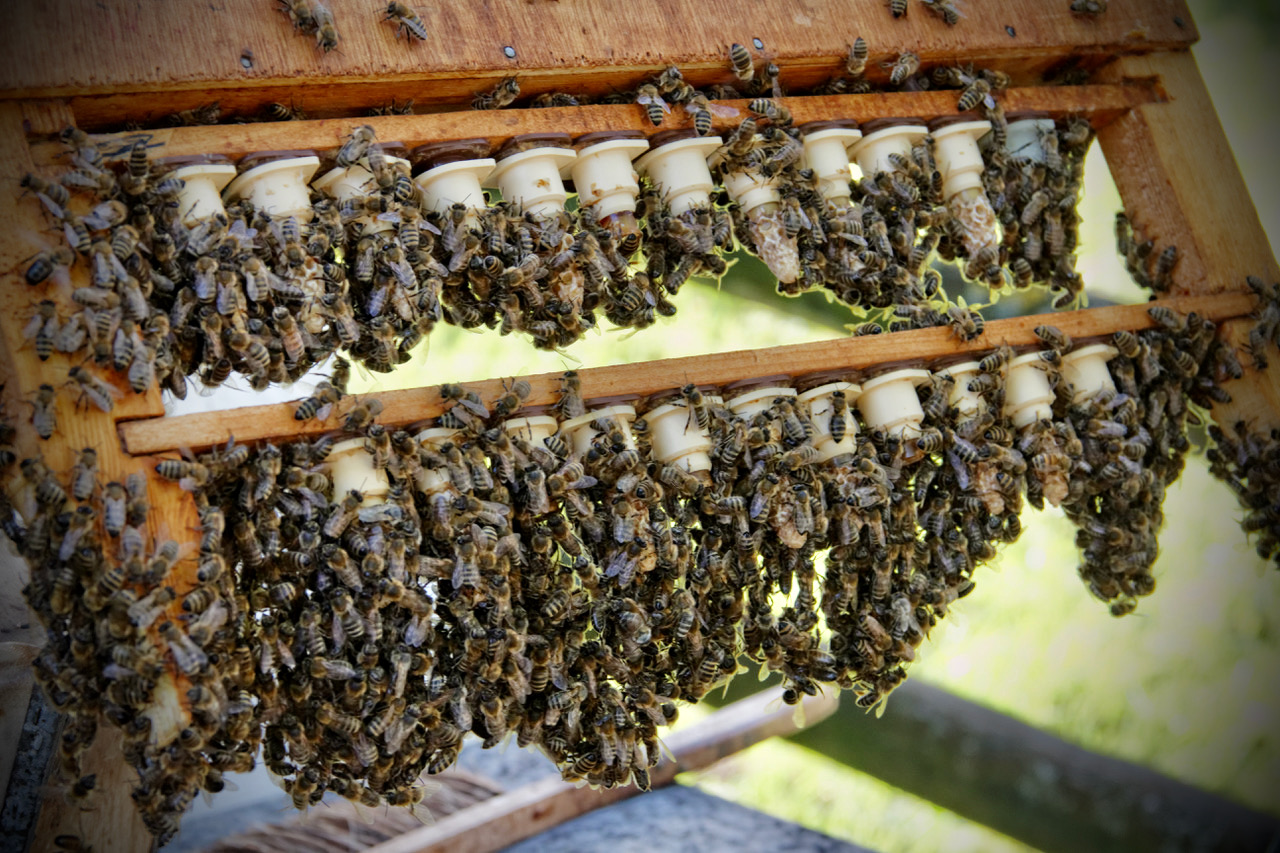
Cadre d'élevage de reines Apis mellifera carnica

### Le registre SAR
En 1977, Hans Schneider est remplacé par Charles Maquelin, également collaborateur au centre de recherche apicole Agroscope. Ce dernier avait réalisé des études sur le lachenide vert du sapin (Cinara pectinatae appelé dans le passé Buchneria), un puceron produisant du miellat sur le sapin blanc. Il constate que l’aspect généalogique n’est pas suivi de manière scientifique au sein du groupement. Il crée en premier lieu un registre généalogique de toutes les reines présentes chez les moniteurs-éleveurs afin de recenser et de déterminer leur arbre généalogique. Féru d'informatique, il réalise un logiciel sur un Amiga en 1987. Celui-ci lui permet d’introduire tout le registre constitué et également de calculer le taux de parenté entre les différentes stations de fécondation pour chaque reine au registre. Le logiciel a été opérationnel jusqu'en 2008.
À la retraite de Charles Maquelin, le centre de recherche apicole Agroscope n’a plus la possibilité de déléguer un de ses collaborateurs pour diriger le groupement.
En 2008, le registre SAR est transféré sur le système Beebreed de l’institut Hohen-Neuendorf en Allemagne. Depuis 2010, le groupement des moniteurs-éleveurs SAR participe également au programme de sélection selon la méthode des ruchers de testage à l’aveugle préconisé par cet institut.

## Organisation
Le groupement des moniteurs-éleveurs est chapeauté par la Commission d’élevage de la société romande d’apiculture (CE-SAR). Les moniteurs-éleveurs sont regroupés par fédérations cantonales. Chaque groupe élit son responsable qui siège à la Commission d’élevage. Cette dernière est formée de sept responsables cantonaux, du responsable technique et d’un délégué du comité central de la SAR.
Chaque fédération a droit à un quota officiel de moniteurs-éleveurs en fonction du nombre de ses membres et de la présence ou non de station(s) sur son territoire. Il y a au total 45 moniteurs-éleveurs.
Les fédérations représentées sont :
- Fribourg[9] (7 moniteurs) ;
- Genève[10] (2 moniteurs) ;
- Jura[11] (7 moniteurs) ;
- Jura bernois[12] (2 moniteurs) ;
- Neuchâtel[13] (5 moniteurs) ;
- Valais romand[14] (10 moniteurs) ;
- Vaud[15] (12 moniteurs).

Les moniteurs peuvent être secondés par des adjoints et les anciens continuent le travail qu'ils ont fait durant leurs mandats. Ainsi, le groupement des moniteurs-éleveurs est composé de 90 sélectionneurs environ.
La CE-SAR est rattachée à la Commission d’élevage apisuisse, organisation faîtière qui chapeaute toutes les associations d’élevage de reines de Suisse.

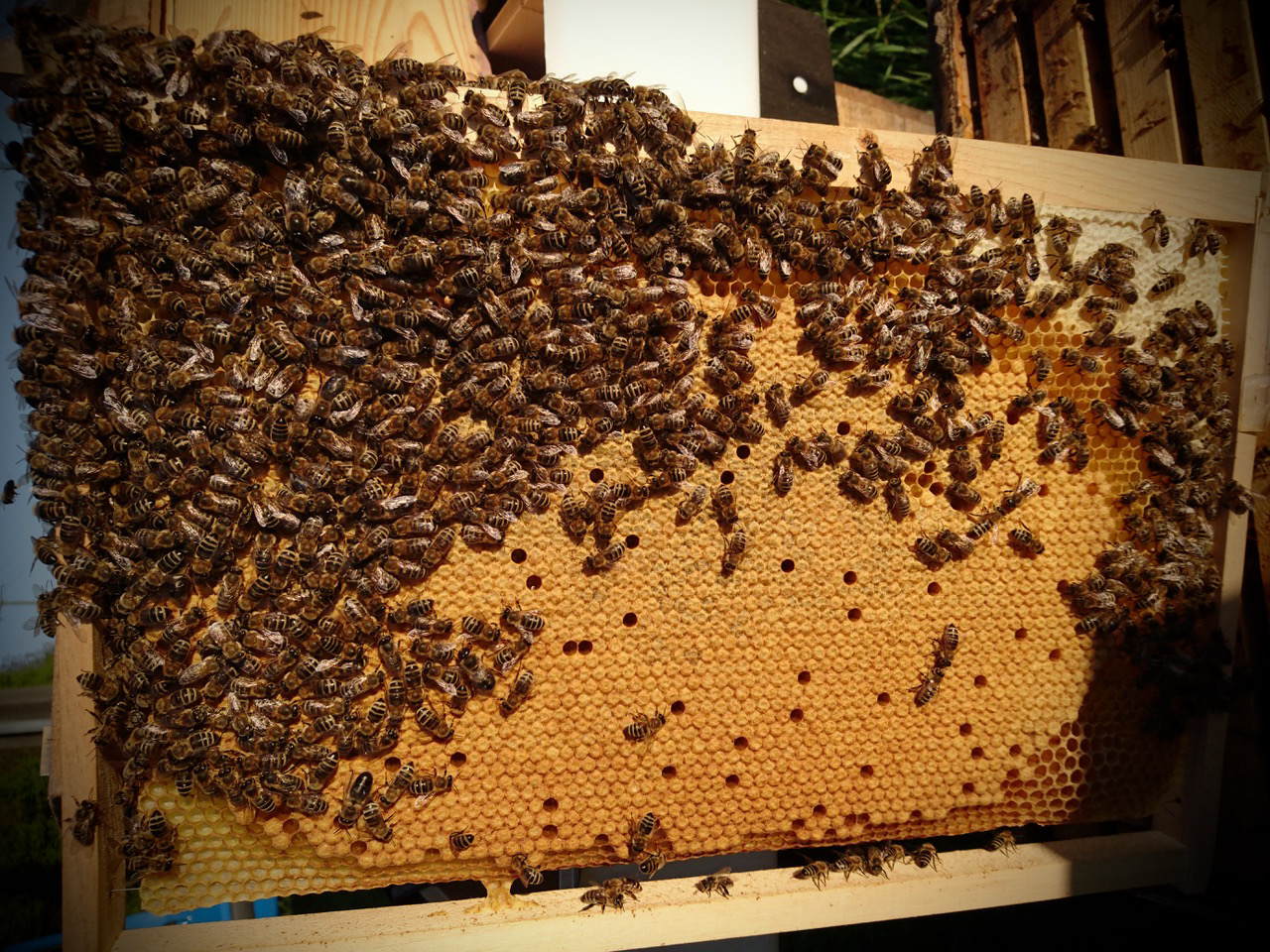
Cadre de couvain d’une colonie d'Apis mellifera carnica

### Devoirs du moniteur-éleveur[17]
Le moniteur-éleveur d'Apis mellifera carnica est le garant de la lignée qui lui a été confiée. Il doit :
- conserver et chercher à améliorer les critères de sélection de sa lignée en allant faire féconder les descendantes de ses meilleures reines dans les stations “A” reconnues par la CE-SAR ;
- mettre à disposition des éleveurs de Suisse romande gratuitement du couvain de ses meilleures reines afin qu’ils puissent avoir un patrimoine génétique de haut niveau ;
- promouvoir auprès des apiculteurs de sa région les qualités de la race, afin d’offrir une apiculture qui puisse cohabiter avec le voisinage et qui convienne parfaitement à l’apiculture amateur majoritaire en Suisse romande ;
- former à l'élevage les apiculteurs de sa région en supervisant le travail afin qu'ils obtiennent par eux-mêmes des reines de qualité.

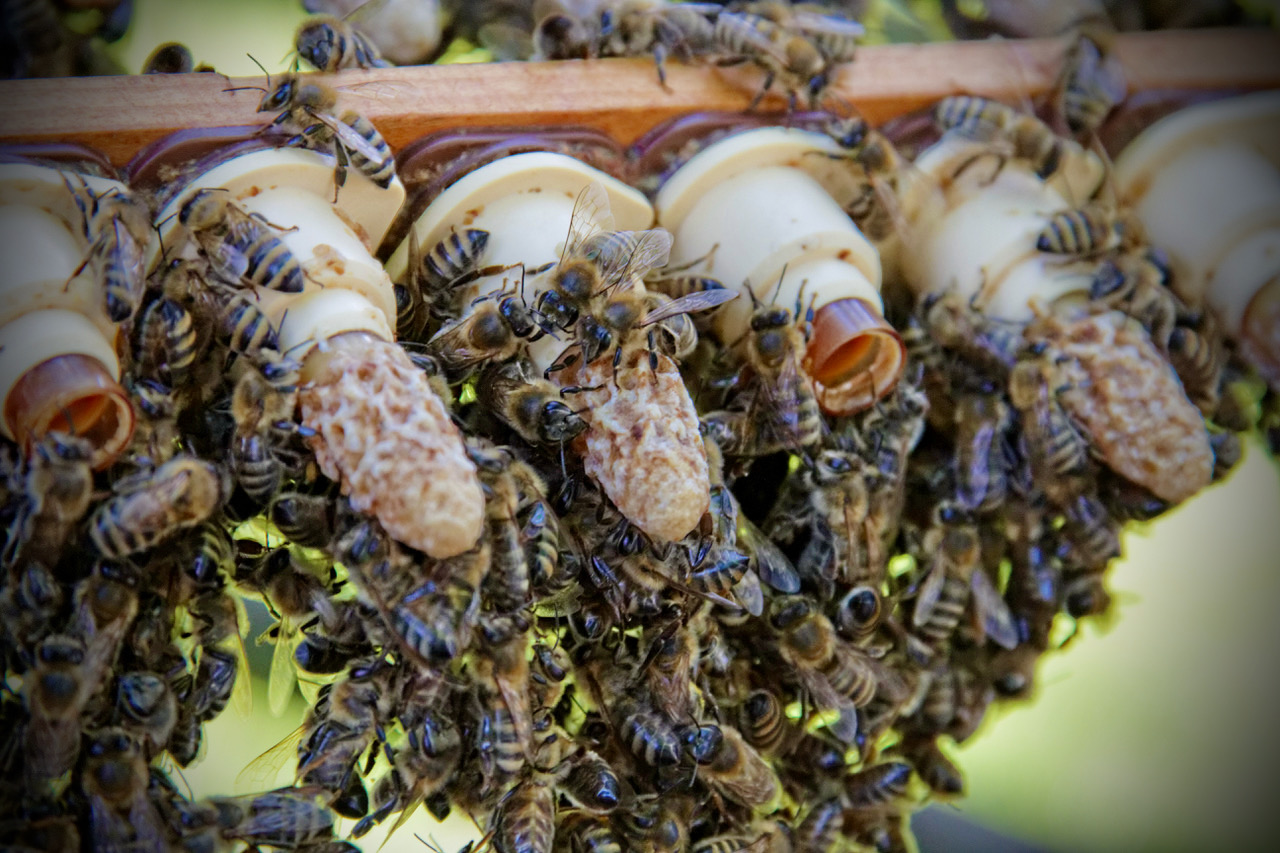
Cellules royales d'Apis mellifera carnica 10 jours après le greffage

### Sélection

#### Sélection massale
Chaque moniteur-éleveur a le devoir de sélectionner, parmi ses colonies, les meilleures reines selon différents critères tels que :
- douceur ;
- tenue du cadre ;
- développement printanier ;
- résistance à l'essaimage ;
- compacité du couvain ;
- organisation de la colonie ;
- récolte de miel ;
- résistance à l’hivernage.

Indice cubital

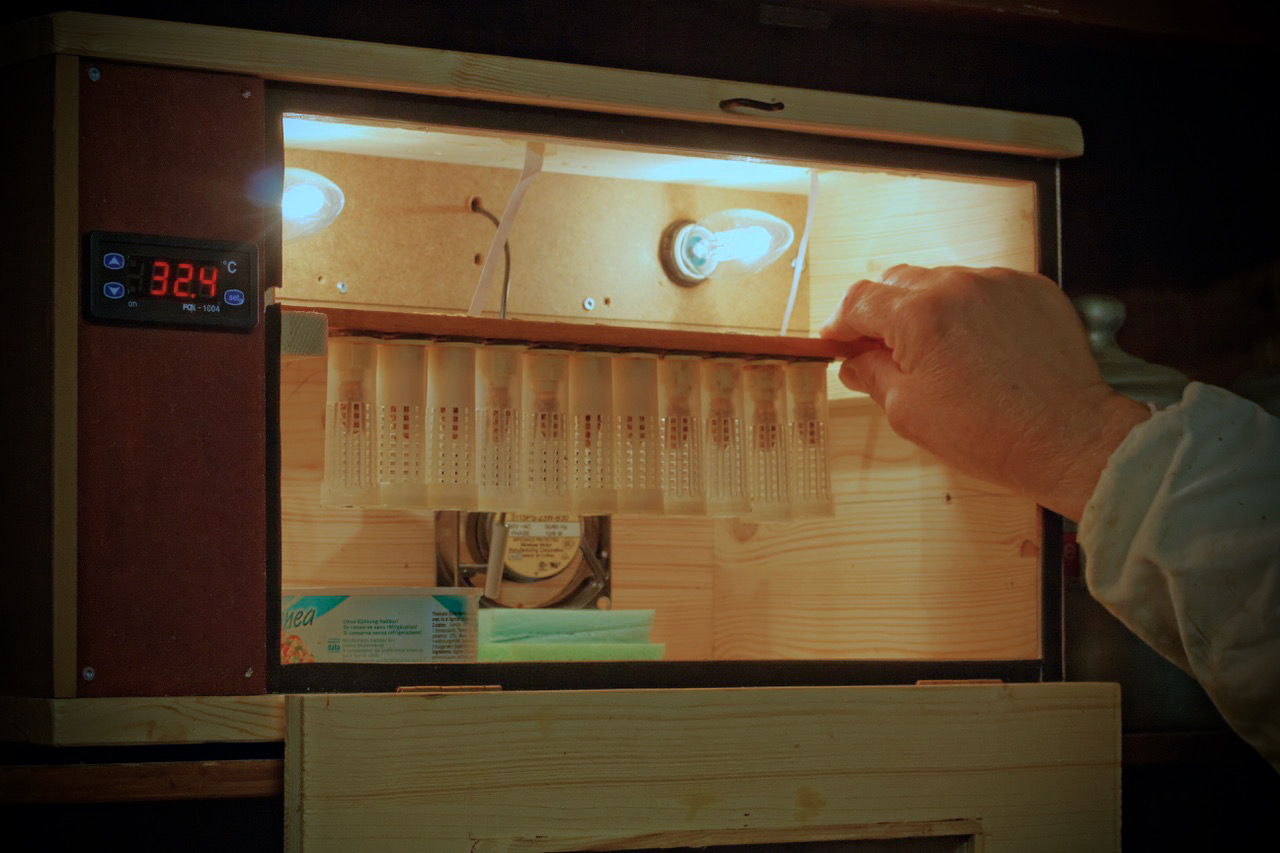
Cellules royales d'Apis mellifera carnica en couveuse

Une fois les meilleures colonies définies, le moniteur-éleveur fait analyser chacune de ces dernières afin d’en contrôler la pureté de race. Celle-ci peut se faire par mesures morphologiques ou par analyse ADN. L’analyse morphologique contrôle que l’indice cubital ainsi que la longueur de la langue de 15 ouvrières se trouvent dans les critères de la race. L’analyse ADN contrôle une partie du génome de l’abeille afin de déterminer si elle correspond à la race. Particulièrement, l’analyse des microsatellites, courtes séquences ADN formées d’une répétition continue de brefs motifs, ainsi que celle, plus récente, des SNP (single nucleotide polymorphisms),, variations ponctuelles dans une seule paire de base du code génétique, provenant de 30 mâles de la colonie, permettent d’assurer la pureté de la reine et l’identification d’hybrides. Ces nouvelles technologies, appliquées avec succès dans les programmes d’élevage chez d’autres animaux de rente, permettent également d’être utilisées comme marqueurs génétiques pour analyser la paternité lors du contrôle de la sécurité des stations de fécondation.
L’année suivante, le moniteur-éleveur multiplie une ou plusieurs mères en élevant des reines vierges. Elles seront fécondées en station de fécondation de reines du groupement. Le choix des stations est fait en fonction du taux de consanguinité avec la souche à mâles de la station et des prévisions des critères de sélection suggérées par Beebreed sur la progéniture. Chaque groupe de soeurs sera fécondé dans une station différente afin d'obtenir un plus grands choix parmi la descendance.

#### Sélection par ruchers de testage à l’aveugle
Depuis 2010, le groupement des moniteurs-éleveurs organise des ruchers de testage à l’aveugle. Il s’agit de répartir des groupes de 12 reines sœurs dans des ruchers composés de 12 colonies de même force (paquet d’abeilles ou nucléi standardisé).
Une commission neutre organise la répartition des reines en anonymisant chaque reine par l'attribution d'un numéro à quatre chiffres. Cette distribution se fait le deuxième samedi de juillet, afin que les reines soient accompagnées uniquement de leurs descendantes l’année suivante. 

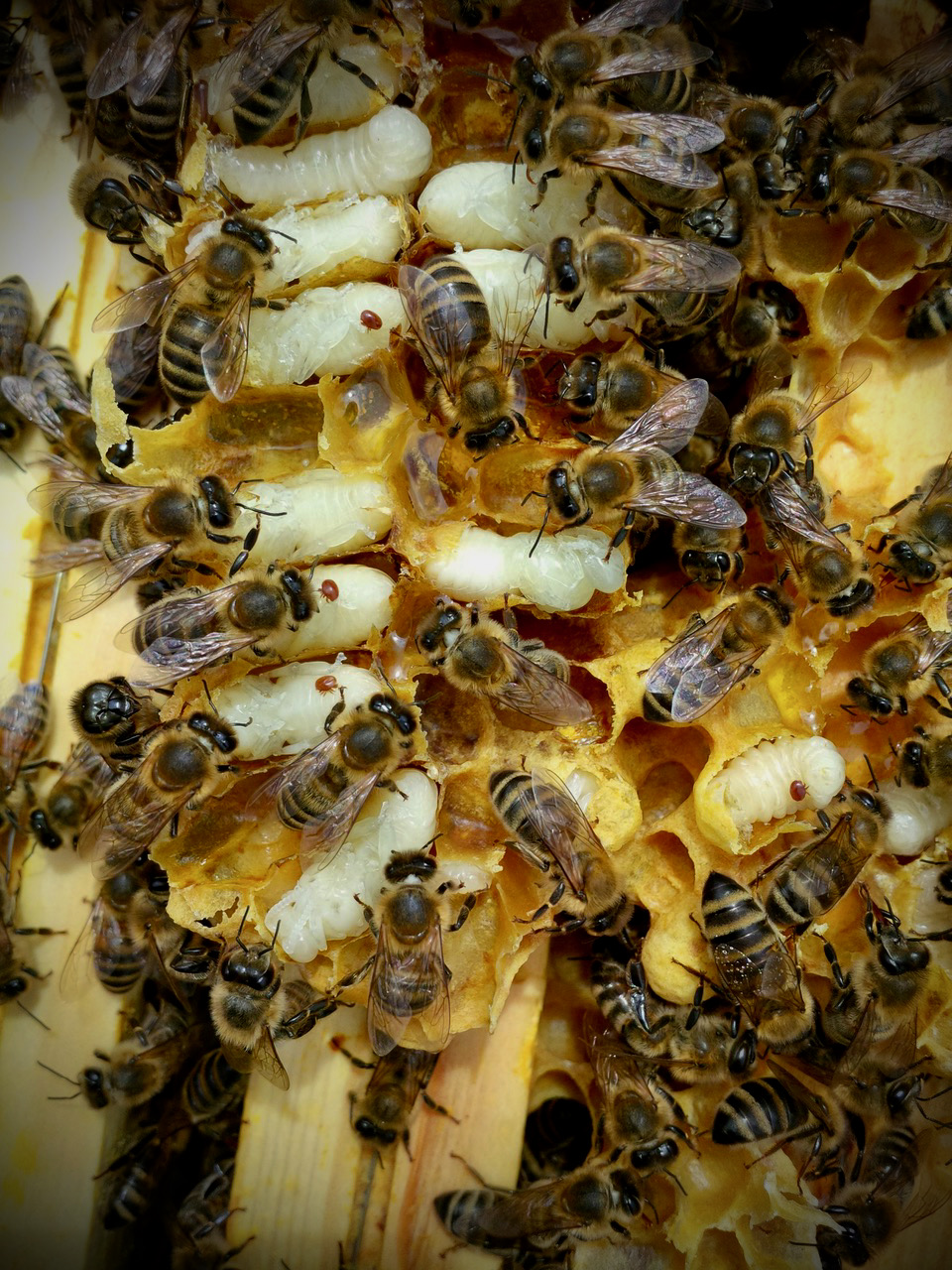
Varroas dans du couvain de faux bourdons Apis mellifera carnica

Chaque testeur reçoit ses 12 reines anonymisées et les introduit dans les colonies préalablement préparées. Il les nourrit et les traite en vue de l’hivernage. Le testage commence à la sortie de l’hivernage l’année suivante. Il doit réaliser 4 à 5 inspections pour définir au moyen de notes les critères de sélection utilisés dans la sélection massale. De plus, il va compter la chute naturelle des varroas à la floraison des saules, puis laver 30 g d’abeilles au mois de juillet pour voir la concentration de varroas sur celles-ci. Deux tests de nettoyage par piquage de couvain operculé sont également réalisés.
Toutes les notations sont rendues à la commission neutre qui introduit alors les résultats dans la base de données de Beebreed, afin que la valeur de sélection de chaque reine testée soit calculée. Les reines primées seront utilisées comme souches à mâles pour les stations de fécondations. 
Les résultats des ruchers de testage font objet d'une publication annuelle par la commission d'élevage apisuisse.

## Stations de fécondation de reines

### Principe
Le mode d’accouplement de l’abeille mellifère se fait en vol, en des lieux de rassemblement de mâles. La reine arrivée en ce lieu se fait poursuivre par les mâles. Les meilleurs la rattraperont et pourront s’accoupler avec elle. Dix à quinze mâles sont nécessaires pour féconder la reine pour le restant de sa vie (3 à 5 ans). Ce mode de fécondation permet un brassage génétique si une seule race est présente dans l’écotype.
Comme le territoire romand est peuplé de colonies de différentes races, la fécondation en race pure y est impossible. Ainsi, les stations de fécondation du groupement des moniteurs-éleveurs doivent se situer en altitude, dans une région suffisamment éloignée des ruchers afin de garantir une fécondation sans hybridation. Depuis 2020, toutes les stations de fécondation SAR sont protégées par des lois cantonales qui interdisent l’installation de colonies d’abeilles dans les zones de protection entourant les stations.
Les reines ne peuvent vivre sans ouvrières. A la naissance, elles doivent être accompagnées de jeunes abeilles qui les nourrissent. Dans le cas des fécondations en station, la reine est introduite dans une micro colonie peuplée d’environ 1’000 abeilles. Celles-ci ont été préalablement filtrées afin d’éviter que des mâles étrangers les accompagnent en station. Les abeilles sont également traitées contre le varroa afin de protéger les ruches à mâles d’une éventuelle infestation.
Ces stations sont équipées de ruches à mâles dont les reines sont toutes sœurs, filles d'une reine primée en rucher de testage. Les mâles de ces colonies sont issus d’un œuf non fécondé (haploïde). Ils ont donc le même patrimoine génétique que leur mère.

### Stations du groupement SAR
Le groupement possède six stations de type «A» (station dévolue à la fécondation de reines de sélection) et une de type «B» (station dévolue à la fécondation de reines de production). L'accès aux stations par les éleveurs est soumis à un règlement.
Les dates et horaires d'ouverture des stations SAR sont publiés annuellement dans la Revue Suisse d'apiculture du mois de mai.
Le financement des stations de fécondations se fait par une taxe par reine montée en station ainsi que par une aide de l'office fédéral de l'agriculture (OFAG).
Entre 6'500 et 7'500 reines sont montées chaque année parmi les 7 stations de fécondation du groupement. 

#### Fribourg

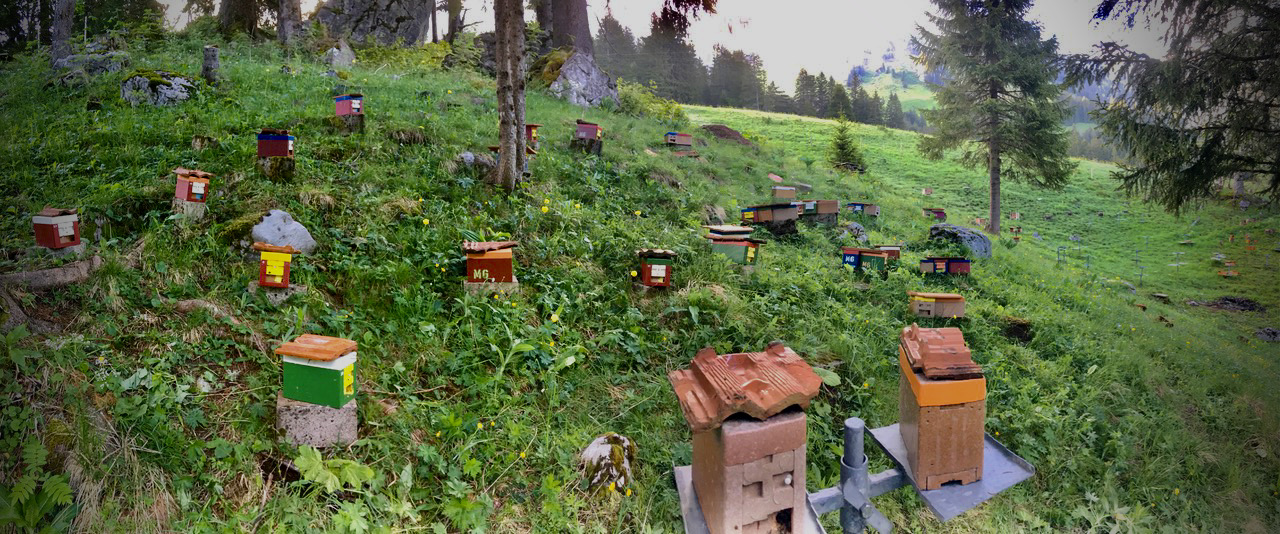
Station de fécondation SAR d'Apis mellifera carnica au Petit-Mont (Fribourg)

#### Fribourg[30]

##### Petit-Mont[31]
- Situation: Au pied de la chaîne de montagnes des Gastlosen sur la commune de Jaun
- Altitude: 1390 m
- Particularité: emplacement idéal, car bien ensoleillé pendant les heures de fécondation

#### Neuchâtel[32]

##### Mont-Dar[33]
- Situation: Le Mont-Dar, sur la commune de La Sagne
- Altitude: 1260 m
- Particularité: seule station B permettant d’avoir de bonnes reines de production mais la sécurité des fécondations est moins garantie que dans les stations A

#### Valais[34]

##### Bonatchiesse[35]
- Situation: commune Val de Bagnes
- Altitude: 1595 m
- Particularité: de par son isolement, exclusivement dévolue à la sélection et seule station réservée aux moniteurs-éleveurs SAR

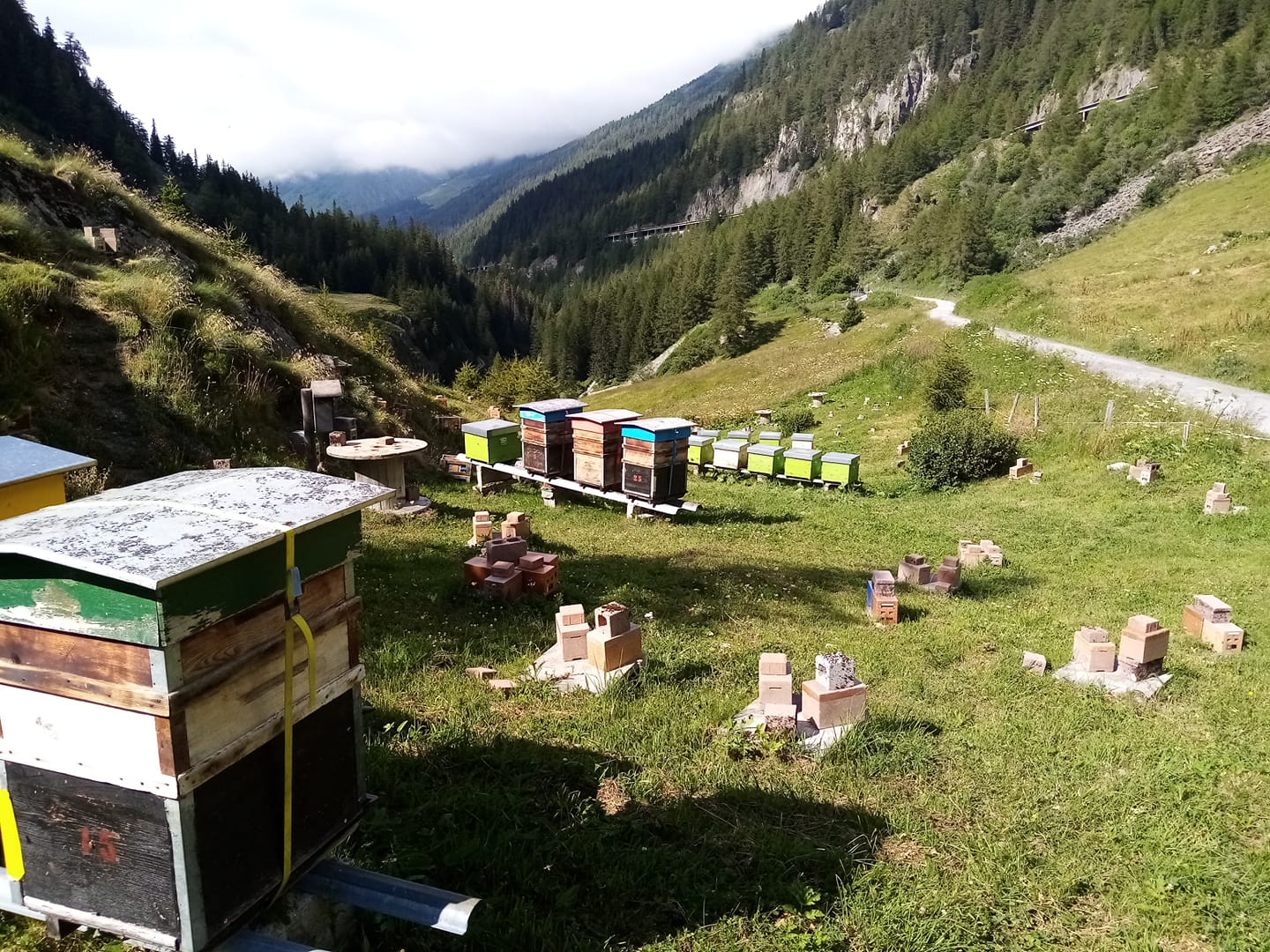
Station d'élevage SAR d'Apis mellifera carnica à Toules (Valais)

##### Toules[36]
- Situation: en dessous du barrage des Toules, sur la commune de Bourg-Saint-Pierre
- Altitude: 1720 m
- Particularité: emplacement idéal, l’altitude empêchant les montées de mâles non désirés

##### Moiry[37]
- Situation: Au pied du barrage de Moiry sur la commune d’Anniviers
- Altitude: 2210 m
- Particularité: plus haute station du groupement

#### Vaud

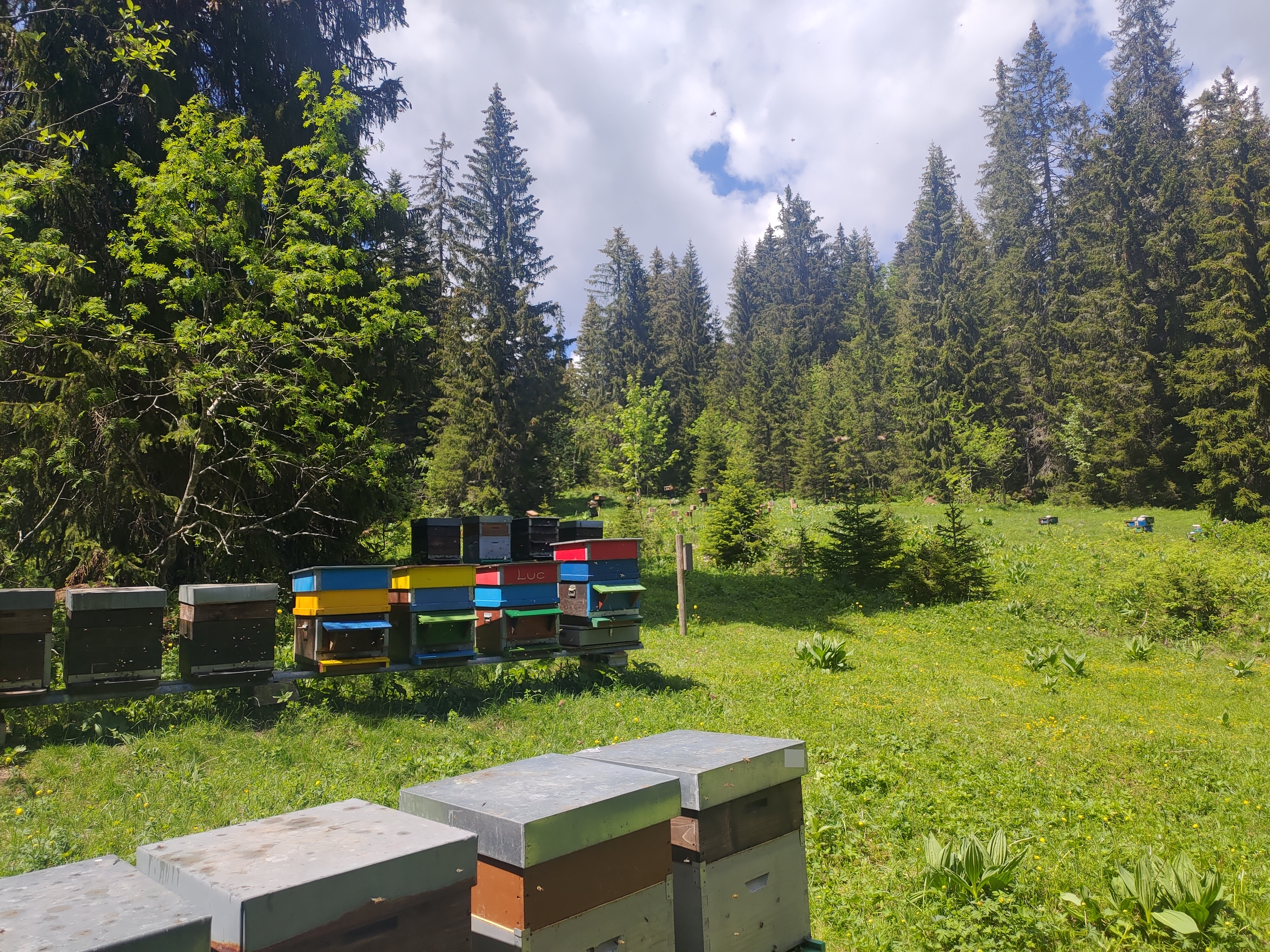
Station d'élevage SAR d'Apis mellifera carnica à Vermeilley (Vaud)

#### Vaud[38]

##### Vermeilley[39]
- Situation: commune d’Arzier-le Muids
- Altitude: 1280 m
- Particularité: seule station A se trouvant sur le massif du Jura, exposition plein sud permettant de très bonnes conditions de fécondation

##### Hongrin[40]
- Situation: bord du lac de l’Hongrin, sur la commune de Château- d’Oex
- Altitude: 1290 m
- Particularité: station avec la zone de protection la plus vaste assurant une excellente sécurité